# Tavná pistole

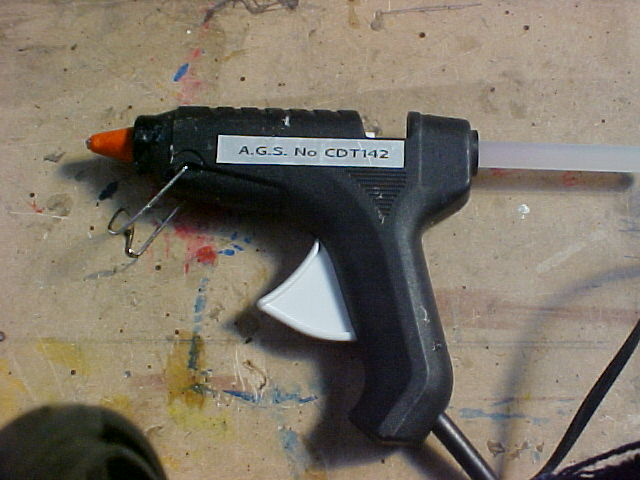
Tavná pistole

Tavná pistole je elektrický přístroj, který jednoduše, ekonomicky a spolehlivě slepí pomocí polymerové taveniny dřevo, plasty, sklo, porcelán i kov.
Princip spočívá v roztavení lepidla, obvykle polypropylenu nebo polyetylenu, na taveninu, která optimálně smáčí lepené povrchy a po ztuhnutí vytvoří pevný spoj. S oblibou ji používají modeláři, řemeslníci či floristé nebo kutilové.

## Historie
- 1907 první zmínky o tavných lepidlech
- 1973 Švýcarská firma Montana uvedla na trh speciální pistoli na opravy skluznic lyží MONTANA Archivováno 21. 2. 2018 na Wayback Machine.
- 1981 První tavnou pistoli pro kutily uvedla firma PATTEX Archivováno 13. 2. 2018 na Wayback Machine.